# Subcultura punk

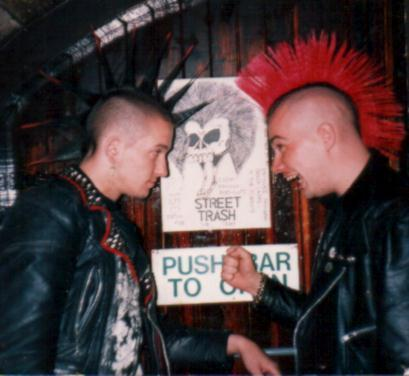
Doi punkiști din Marea Britanie la sfârșitul anilor 1970

Subcultura punk este o culturală marginală, care s-a născut la mijlocul anilor ’70 în New York și Londra. Punkul se caracterizează printr-o apariție provocatoare, o atitudine rebelă și un comportament nonconformist. Subcultura punk include o gamă variată de ideologii, îmbracaminte și alte forme de expresie, artă vizuală, dans, literatură și film. Este caracterizată în mare parte de opiniile anti-instituție și de promovarea libertății individuale și este centrata pe un gen muzică rock numită punk rock . Aderenții săi sunt numiți "punk-steri", de asemenea, sau scris "punx" în ziua de azi. 
Politica punk acoperă întregul spectru politic. Etos punk comună include non-conformitate, anti-autoritarism, anti-corporatismul, etica fa-o singur, anti-consumerism, anti-conservator, anti lăcomiei corporatiste, acțiune directă și nu vânzare de sine 
Un aspect important al punk-ului a fost acela de a crea identități în mod explicit exterioare ale sexualității. Tot ceea ce trebuia în mod normal să fie ascuns a fost adus în față. 
Estetica Punk determină tipul de arta punk-sterii se bucură, care de obicei are sensuri subterane, minimaliste, iconoclaste și satirice. Punk a generat o cantitate considerabilă de poezie și proză și are propria sa presă subterană sub formă de zine . Au fost făcute multe filme și videoclipuri cu tematică punk.

## Istorie

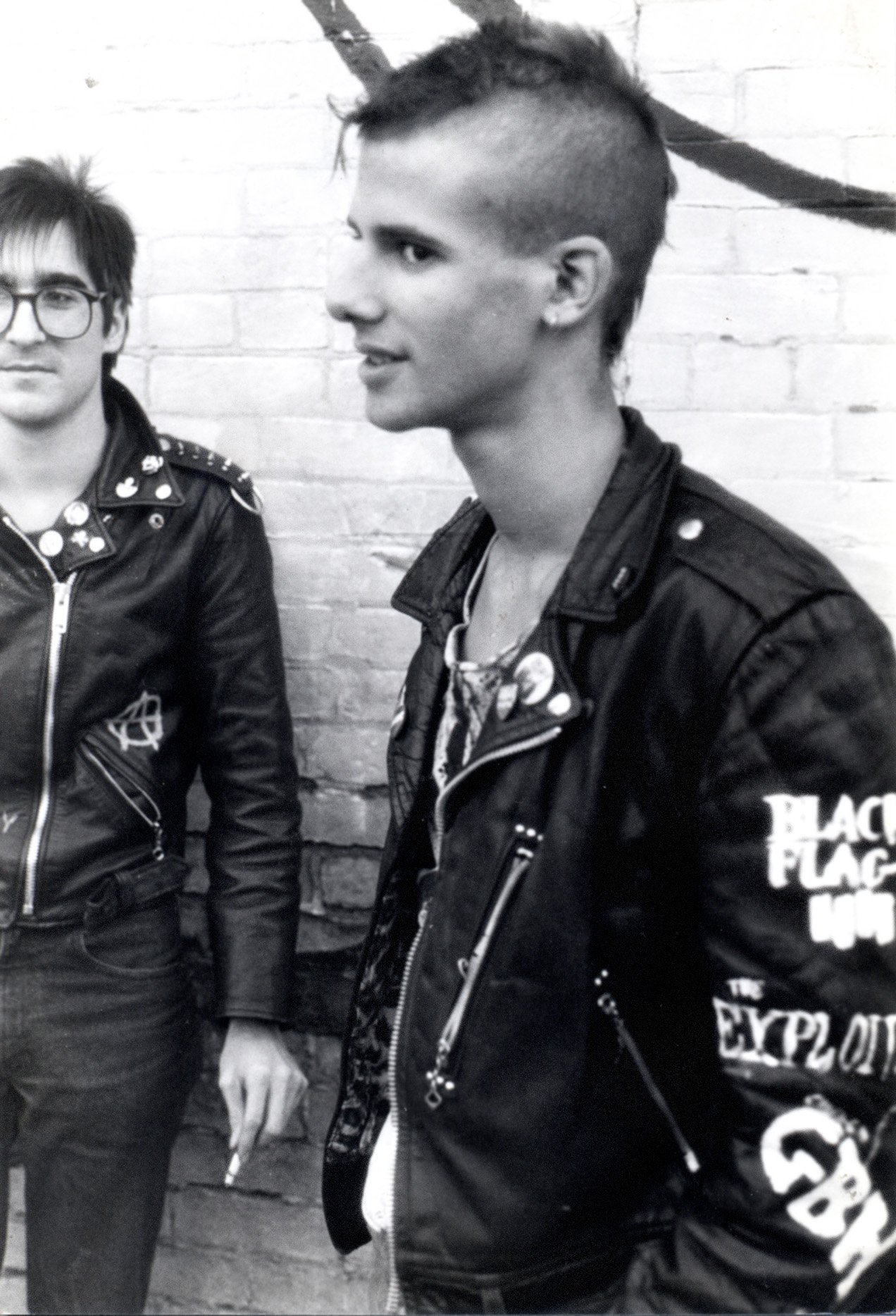
Punk-steri în 1984

Subcultura punk a apărut în Marea Britanie, Australia și Statele Unite la mijlocul anilor 1970. Exact care regiune a provocat punk-ul a fost mult timp o chestiune de controversă în cadrul mișcării.        Punk-ul timpuriu a avut o abundenta de antecedente si influente, iar Jon Savage descrie subcultura ca " bricolaj " ale aproape toate culturile anterioare de tineret din lumea occidentala de la cel de-al doilea razboi mondial, "lipite impreuna cu ace de siguranta".  Diferite mișcări muzicale, filosofice, politice, literare și artistice au influențat subcultura. 
La sfarsitul anilor '70, subcultura a început sa se diversifice, ceea ce a dus la proliferarea unor factiuni precum noul val, post-punk, 2 Tone, punk punk, hardcore punk, val, punk street si Oi! . Hardcore punk, punk street și Oi! a căutat să îndepărteze frivolitățile introduse în ultimii ani ai mișcării punk originale.  Subcultura punk a influențat și alte scene de muzică subterană, cum ar fi rock alternative, muzică indie, thrash crossover și subgreute extreme ale heavy metal-ului (în special thrash metal, death metal, metal de viteză și NWOBHM ).  O nouă mișcare în Statele Unite a devenit vizibilă la începutul și la mijlocul anilor 1990, care au încercat să reînvie mișcarea punk, eliminând unele capcane hardcore. 

## Muzică

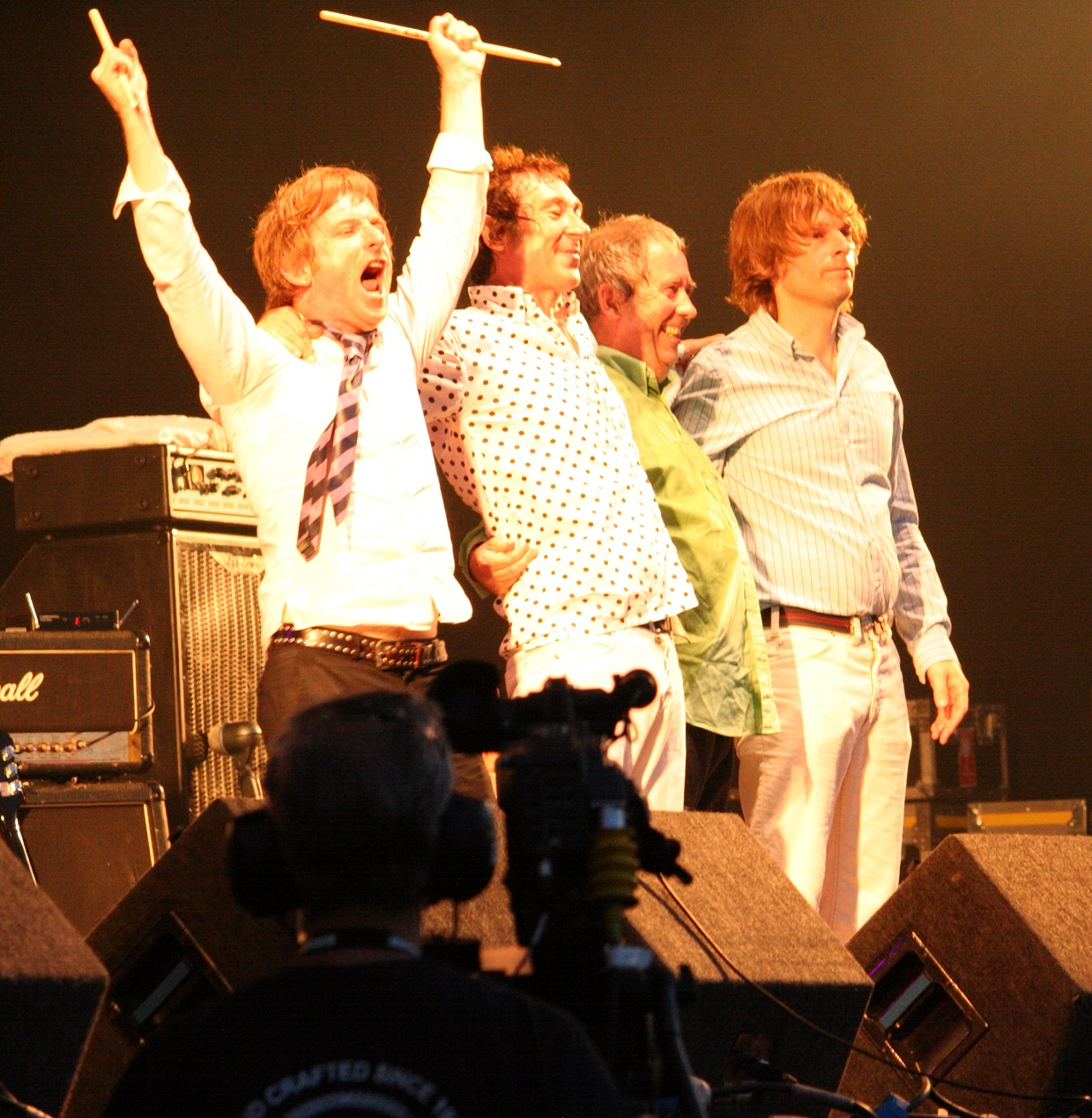
Buzzcocks la Festivalul Cropredy din 2009

Subcultura punk este centrată pe un gen puternic și agresiv de muzică rock numită punk rock, de obicei cântat de trupe formate dintr-un vocalist, unul sau doi chitariști electrici, un basist electric și un tobosar. În unele trupe, muzicienii contribuie cu vocea de rezervă, care consta, în mod obișnuit, din sloganuri strigăte sau din coruri. . 
În timp ce punk rock-ul folosește chitarele distorsionate și sunetele zgomotoase de tambur derivate din rock-ul de garaj din anii 1960 și rock-ului de pub din anii 1970, unele trupe punk încorporează elemente din alte subgreute, cum ar fi rock-ul de surf, rockabilly sau reggae . Cele mai multe melodii punk rock sunt scurte, au aranjamente simple și de bază, folosind relativ puține coarde, și de obicei au versuri care exprimă ideologii și valori punk, deși unele versuri punk sunt despre subiecte mai ușoare, cum ar fi petreceri sau relații romantice . 
Diferitele subculturi de punk se disting adesea prin a avea un stil unic de punk rock, deși nu fiecare stil de rock punk are propria sa subcultură asociată. 
Cea mai timpurie formă de muzică care urma să fie numită "punk rock" a fost rock-ul de garaj din anii 1960, iar termenul a fost aplicat genului retroactiv de către criticii de rock influenți la începutul anilor 1970.    La sfârșitul anilor 1960, muzica numită în prezent protopuncă a apărut ca o revigorare a rock-ului în nord-estul Statelor Unite.  Prima scenă muzicală distinctă care a revendicat eticheta punk a apărut în New York între 1974 și 1976.  În jurul aceleiași perioade sau imediat după aceea, a apărut o scenă de punk în Londra.  Los Angeles ulterior a devenit acasă la a treia scena punk majore.  Aceste trei orașe au constituit coloana vertebrală a mișcării înfloritoare, dar au existat și alte scene de punk în orașe precum Brisbane, Melbourne și Sydney din Australia, Vancouver și Montreal în Canada, și Boston și San Francisco în Statele Unite. 
Subcultura punk pledează pentru o etică a personalului. În timpul copilăriei, membrii erau aproape toți dintr-o clasă economică inferioară și se saturasera de bogăția asociată cu muzica populară de atunci. Punk-sterii și-ar publica propria muzică cu mici etichete independente, în speranța de a combate ceea ce au văzut ca o industrie muzicală infomatata. Etica de bricolaj este încă populară cu punk-sterii. 
Scena punk rock din New York a apărut dintr-o subterană subculturală promovată de artiști, reporteri, muzicieni și o mare varietate de entuziasti non-mainstream. Sunetul dur și experimental, dar adesea melodic, al lui Velvet Underground, de la jumătatea anilor 1960, o mare parte din care se referă la munca transmisivă de către artistul vizual Andy Warhol, este creditat pentru influența benzilor din anii '70, cum ar fi Dolls New York, The Stooges Ramones .  Noile trupe de punk din New York City erau adesea de scurtă durată, în parte datorită utilizării pe scară largă a drogurilor recreaționale, a sexului promiscuu și uneori a luptelor violente de putere, dar popularitatea relativă a muzicii a condus la evoluția punk-ului într-o mișcare și stil de viață . 

## Ideologii

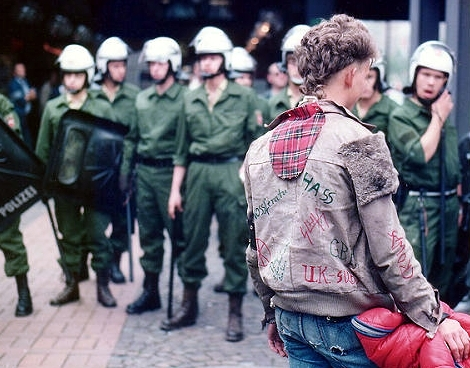
Un punk se confruntă cu o linie de jandarmi la un protest din 1984 în Germania

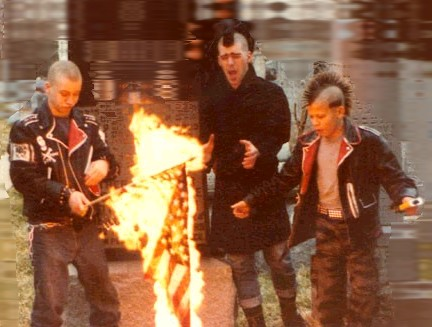
Punks arzând un drapel al SUA la începutul anilor 1980

Deși punk-sterii sunt deseori clasificati ca având opinii de stânga, revoluționare, anarhiste sau progresive, ideologia politică punk acoperă întregul spectru politic . Ideologiile legate de punk se referă în mare parte la opiniile privind libertatea individuală și la opoziție . Punctele de vedere comune punk includ libertatea individuală, anti-autoritarismul, etica DIY, neconformitatea, anti- colectivismul, anti- corporatismul, antiguvernul, acțiunea directă și nu vinderea de sine. 
Unele persoane din subcultură punk dețin opinii de dreapta (cum ar fi cele asociate site-ului web Punk Conservative ), opinii liberale, opinii neonaziste ( punk nazist ) sau sunt apolitice (de exemplu, punk horror ). 
Punk-sterii britanici timpurii au exprimat opinii nihiliste și anarhiste cu sloganul No Future, care a venit din piesa Sex Pistols " God Save the Queen ". În Statele Unite, punk-sterii au avut o abordare diferită față de nihilismul care era mai puțin anarhic decât punk-sterii britanici.  Punctul de nihilism a fost exprimat în utilizarea "unor substanțe mai dureroase, mai autodistructive, care evoluează în conștiință, cum ar fi heroina sau metamfetamina" 
Problema autenticității este importantă în subcultura punk - termenul pejorativ " poseur " este aplicat celor care se asociază cu punk și adoptă atributele sale stilistice, dar se consideră că nu împărtășesc sau înțeleg valorile sau filosofia subiacente.

## Aspecte tipice
Există o gamă largă de imbracaminte punk, inclusiv tricouri deliberat jignitoare, jachete din piele, cizme Dr. Martens etc., coafuri cum ar fi părul puternic colorat și mohawk-uri tepoase etc., cosmetice, tatuaje, bijuterii și modificări corporale . Femeile din scena hardcore purtau de obicei haine masculine. 

## Vezi si
- Punk fashion
- Punk rock
- Hardcore punk
- List of subcultures
- History of subcultures in the 20th century
- List of punk bands
- Punk rock subgenres
- List of hardcore punk subgenres
- Art punk
- Timeline of punk rock
- Hooliganism